# Brachystelma togoense
Brachystelma togoense är en oleanderväxtart som beskrevs av Rudolf Schlechter. Brachystelma togoense ingår i släktet Brachystelma och familjen oleanderväxter. Inga underarter finns listade i Catalogue of Life.